# Septième circonscription de la Loire-Atlantique
La septième circonscription de la Loire-Atlantique est l'une des dix circonscriptions législatives françaises que compte le département de la Loire-Atlantique.

## La circonscription de 1958 à 1986

### Description géographique
Dans le découpage électoral de 1958, la septième circonscription de la Loire-Atlantique était composée des cantons suivants :
- Canton de la Baule-Escoublac
- Canton de Guérande
- Canton d'Herbignac
- Canton de Pontchâteau
- Canton de Saint-Gildas-des-Bois
- Canton de Saint-Nicolas-de-Redon.

### Historique des députations
| Législature | Début de mandat | Fin de mandat  | Député             | Parti politique | Observations |
| ----------- | --------------- | -------------- | ------------------ | --------------- | --- |
| Ire         | 9 décembre 1958 | 9 octobre 1962 | Bernard Le Douarec | UNR             | Mandat écourté à la suite d'une dissolution parlementaire décidée par Charles de Gaulle. |
| IIe         | 6 décembre 1962 | 2 avril 1967   | Pierre Litoux      | UNR             | |
| IIIe        | 3 avril 1967    | 30 mai 1968    | Olivier Guichard   | UDR             | Remplacé à partir du 7 mai 1967 par Pierre Litoux (UDR) à la suite de sa nomination au gouvernement Mandat écourté à la suite d'une dissolution parlementaire décidée par Charles de Gaulle. |
| IVe         | 11 juillet 1968 | 1er avril 1973 | Olivier Guichard   | UDR             | Remplacé à partir du 13 août 1968 par Michel Rabreau (UDR) à la suite de sa nomination au gouvernement |
| Ve          | 2 avril 1973    | 2 avril 1978   | Olivier Guichard   | UDR             | Remplacé du 6 mai 1973 au 12 juillet 1974 par Michel Rabreau (UDR) à la suite de sa nomination au gouvernement. Réélu le 29 septembre 1974 à la suite d'une élection partielle. Remplacé de nouveau à partir du 18 septembre 1975 par Michel Rabreau à la suite de sa nomination au gouvernement |
| VIe         | 3 avril 1978    | 22 mai 1981    | Olivier Guichard   | RPR             | Mandat écourté à la suite d'une dissolution parlementaire décidée par François Mitterrand. |
| VIIe        | 2 juillet 1981  | 1er avril 1986 | Olivier Guichard   | RPR             | |
| VIIIe       | 2 avril 1986    | 14 mai 1988    | Aucun              | Aucun           | Proportionnelle par département, pas de député par circonscription Proportionnelle par département, pas de député par circonscription. Mandat écourté à la suite d'une dissolution parlementaire décidée par François Mitterrand.                                                                |

## Historique des élections

### Élections de 1958
| Candidat              | Candidat                  | Parti          | Premier tour | Premier tour | Second tour | Second tour |  |
| Candidat              | Candidat                  | Parti          | Voix         | %            | Voix        | %           |  |
| --------------------- | ------------------------- | -------------- | ------------ | ------------ | ----------- | ----------- |  |
|                       | Jean Ménager              | MRP            | 12 402       | 31,52        | 16 845      | 44,33       |  |
|                       | Bernard Le Douarec élu    | UNR            | 11 417       | 29,02        | 18 665      | 49,11       |  |
|                       | Jacques Chombart de Lauwe | Modérés        | 6 808        | 17,3         | Retrait     | Retrait     |  |
|                       | André Hazo                | SFIO           | 3 406        | 8,66         | Retrait     | Retrait     |  |
|                       | Maurice Grimaud           | CNIP           | 2 901        | 7,37         | Retrait     | Retrait     |  |
|                       | Joseph Autret             | PCF            | 2 411        | 6,13         | 2 493       | 6,56        |  |
|                       |                           |                |              |              |             |             |  |
| Inscrits              | Inscrits                  | Inscrits       | 49 563       | 100,00       | 49 554      | 100,00      |  |
| Abstentions           | Abstentions               | Abstentions    | 9 735        | 19,64        | 11 031      | 22,26       |  |
| Votants               | Votants                   | Votants        | 39 828       | 80,36        | 38 523      | 77,74       |  |
| Blancs et nuls        | Blancs et nuls            | Blancs et nuls | 483          | 1,21         | 520         | 1,35        |  |
| Exprimés              | Exprimés                  | Exprimés       | 39 345       | 98,79        | 38 003      | 98,65       |  |
| Source : Data.gouv.fr |                           |                |              |              |             |             |  |

Le suppléant de Bernard Le Douarec était Pierre Litoux, cultivateur, maire de Saint-Lyphard.

### Élections de 1962
| Candidat              | Candidat                   | Parti                     | Premier tour | Premier tour | Second tour | Second tour |  |
| Candidat              | Candidat                   | Parti                     | Voix         | %            | Voix        | %           |  |
| --------------------- | -------------------------- | ------------------------- | ------------ | ------------ | ----------- | ----------- |  |
|                       | Pierre Litoux élu          | UNR-UDT                   | 14 497       | 40,93        | 21 166      | 58,57       |  |
|                       | Bernard Legrand            | MRP                       | 9 520        | 26,88        | 11 584      | 32,05       |  |
|                       | Bernard Le Douarec sortant | Divers droite (Gaulliste) | 5 449        | 15,38        | Retrait     | Retrait     |  |
|                       | Joseph Autret              | PCF                       | 2 462        | 6,95         | 3 391       | 9,38        |  |
|                       | André Le Tallec            | SFIO                      | 2 249        | 6,35         | Retrait     | Retrait     |  |
|                       | Jacques Chombart de Lauwe  | Extrême droite            | 1 242        | 3,51         |             |             |  |
|                       |                            |                           |              |              |             |             |  |
| Inscrits              | Inscrits                   | Inscrits                  | 49 356       | 100,00       | 49 353      | 100,00      |  |
| Abstentions           | Abstentions                | Abstentions               | 13 334       | 27,02        | 12 473      | 25,27       |  |
| Votants               | Votants                    | Votants                   | 36 022       | 72,98        | 36 880      | 74,73       |  |
| Blancs et nuls        | Blancs et nuls             | Blancs et nuls            | 603          | 1,67         | 739         | 2           |  |
| Exprimés              | Exprimés                   | Exprimés                  | 35 419       | 98,33        | 36 141      | 98          |  |
| Source : Data.gouv.fr |                            |                           |              |              |             |             |  |

Le suppléant de Pierre Litoux était Théophile Rabreau, pharmacien à Guérande.

### Élections de 1967
| Candidat              | Candidat             | Parti          | Premier tour | Premier tour | Second tour | Second tour |  |
| Candidat              | Candidat             | Parti          | Voix         | %            | Voix        | %           |  |
| --------------------- | -------------------- | -------------- | ------------ | ------------ | ----------- | ----------- |  |
|                       | Olivier Guichard élu | UD-Ve          | 19 579       | 47,72        | 20 515      | 53,14       |  |
|                       | Bernard Legrand      | CD (PDM)       | 14 026       | 34,19        | 18 094      | 46,86       |  |
|                       | Joseph Autret        | PCF            | 3 996        | 9,74         |             |             |  |
|                       | Maurice Cormier      | FGDS (SFIO)    | 3 427        | 8,35         |             |             |  |
|                       |                      |                |              |              |             |             |  |
| Inscrits              | Inscrits             | Inscrits       | 49 599       | 100,00       | 49 597      | 100,00      |  |
| Abstentions           | Abstentions          | Abstentions    | 7 965        | 16,06        | 9 760       | 19,68       |  |
| Votants               | Votants              | Votants        | 41 634       | 83,94        | 39 837      | 80,32       |  |
| Blancs et nuls        | Blancs et nuls       | Blancs et nuls | 606          | 1,46         | 1 228       | 3,08        |  |
| Exprimés              | Exprimés             | Exprimés       | 41 028       | 98,54        | 38 609      | 96,92       |  |
| Source : Data.gouv.fr |                      |                |              |              |             |             |  |

Le suppléant d'Olivier Guichard était Pierre Litoux, député sortant. Pierre Litoux remplaça Olivier Guichard, nommé membre du gouvernement, du 8 mai 1967 au 30 mai 1968.

### Élections de 1968
|                       | Olivier Guichard sortant réélu | UDR (URP)      | 25 168 | 60,31  |  |  |  |
|                       | Bernard Legrand                | CD (PDM)       | 10 221 | 24,49  |  |  |  |
|                       | Joseph Autret                  | PCF            | 2 897  | 6,94   |  |  |  |
|                       | Jean Annaix                    | FGDS (SFIO)    | 2 340  | 5,61   |  |  |  |
|                       | Pierre Yvin                    | PSU            | 1 104  | 2,65   |  |  |  |
|                       |                                |                |        |        |  |  |  |
| Inscrits              | Inscrits                       | Inscrits       | 49 680 | 100,00 |  |  |  |
| Abstentions           | Abstentions                    | Abstentions    | 7 618  | 15,33  |  |  |  |
| Votants               | Votants                        | Votants        | 42 062 | 84,67  |  |  |  |
| Blancs et nuls        | Blancs et nuls                 | Blancs et nuls | 332    | 0,79   |  |  |  |
| Exprimés              | Exprimés                       | Exprimés       | 41 730 | 99,21  |  |  |  |
| Source : Data.gouv.fr |                                |                |        |        |  |  |  |

Le suppléant d'Olivier Guichard était Michel Rabreau, pharmacien à Guérande. Michel Rabreau remplaça Olivier Guichard, nommé membre du gouvernement, du 13 août 1968 au 1er avril 1973.

### Élections de 1973
|                       | Olivier Guichard sortant réélu | UDR (URP)          | 26 228 | 59,54  |  |  |  |
|                       | Jacques Martinais              | PS (UGSD)          | 7 662  | 17,39  |  |  |  |
|                       | Yvonnick Leclerc               | CD (MR)            | 4 850  | 11,01  |  |  |  |
|                       | Jean-Louis Le Corre            | PCF                | 4 152  | 9,43   |  |  |  |
|                       | Michel Barré                   | Régionaliste (SAV) | 1 156  | 2,62   |  |  |  |
|                       |                                |                    |        |        |  |  |  |
| Inscrits              | Inscrits                       | Inscrits           | 52 918 | 100,00 |  |  |  |
| Abstentions           | Abstentions                    | Abstentions        | 8 229  | 15,55  |  |  |  |
| Votants               | Votants                        | Votants            | 44 689 | 84,45  |  |  |  |
| Blancs et nuls        | Blancs et nuls                 | Blancs et nuls     | 641    | 1,43   |  |  |  |
| Exprimés              | Exprimés                       | Exprimés           | 44 048 | 98,57  |  |  |  |
| Source : Data.gouv.fr |                                |                    |        |        |  |  |  |

Le suppléant d'Olivier Guichard était Michel Rabreau. Michel Rabreau remplaça Olivier Guichard, nommé membre du gouvernement, du 6 mai 1973 au 11 juillet 1974.

### Élection partielle du 29 septembre 1974
(à la suite de la démission de Michel Rabreau).
|                                                | Olivier Guichard sortant réélu | UDR            | 19 996 | 56,14  |  |  |  |
|                                                | Philippe Segrétain             | PS             | 10 824 | 30,39  |  |  |  |
|                                                | Pierre Le Berche               | PCF            | 2 502  | 7,02   |  |  |  |
|                                                | Michel Barré                   | SAV            | 935    | 2,62   |  |  |  |
|                                                | Liliane Allain                 | LO             | 625    | 1,75   |  |  |  |
|                                                | Aldrig Russon                  | UDB            | 473    | 1,32   |  |  |  |
|                                                | Jean Peloux                    | FN             | 259    | 0,72   |  |  |  |
|                                                |                                |                |        |        |  |  |  |
| Inscrits                                       | Inscrits                       | Inscrits       | 54 634 | 100,00 |  |  |  |
| Abstentions                                    | Abstentions                    | Abstentions    | 18 204 | 33,32  |  |  |  |
| Votants                                        | Votants                        | Votants        | 36 430 | 66,68  |  |  |  |
| Blancs et nuls                                 | Blancs et nuls                 | Blancs et nuls | 816    | 2,24   |  |  |  |
| Exprimés                                       | Exprimés                       | Exprimés       | 35 614 | 97,76  |  |  |  |
| Source : Le Monde, édition du 1er octobre 1974 |                                |                |        |        |  |  |  |

Le suppléant d'Olivier Guichard était Michel Rabreau.

### Élections de 1978
|                | Olivier Guichard sortant réélu | RPR               | 27 509 | 52,37  |  |  |  |
|                | André Tinière                  | PS                | 14 158 | 26,95  |  |  |  |
|                | Pierre Le Berche               | PCF               | 5 534  | 10,53  |  |  |  |
|                | Michel Barré                   | Divers écologiste | 2 179  | 4,15   |  |  |  |
|                | Yves Marideau                  | MDD               | 1 183  | 2,25   |  |  |  |
|                | Jean-Claude Saint-Arroman      | LO                | 968    | 1,84   |  |  |  |
|                | Marc Bertho                    | CCA               | 644    | 1,22   |  |  |  |
|                | Aldrig Russon                  | UDB               | 356    | 0,68   |  |  |  |
|                |                                |                   |        |        |  |  |  |
| Inscrits       | Inscrits                       | Inscrits          | 62 723 | 100,00 |  |  |  |
| Abstentions    | Abstentions                    | Abstentions       | 9 323  | 14,86  |  |  |  |
| Votants        | Votants                        | Votants           | 53 400 | 85,14  |  |  |  |
| Blancs et nuls | Blancs et nuls                 | Blancs et nuls    | 869    | 1,63   |  |  |  |
| Exprimés       | Exprimés                       | Exprimés          | 52 531 | 98,37  |  |  |  |

Le suppléant d'Olivier Guichard était Michel Rabreau.

### Élections de 1981
|                | Olivier Guichard sortant réélu | RPR (UNM)      | 24 846 | 51,39  |  |  |  |
|                | André Tinière                  | PS             | 18 680 | 38,64  |  |  |  |
|                | Pierre Le Berche               | PCF            | 2 731  | 5,65   |  |  |  |
|                | Joël Motreff                   | MÉP            | 1 580  | 3,27   |  |  |  |
|                | Marie-France Belin             | LO             | 512    | 1,06   |  |  |  |
|                |                                |                |        |        |  |  |  |
| Inscrits       | Inscrits                       | Inscrits       | 66 004 | 100,00 |  |  |  |
| Abstentions    | Abstentions                    | Abstentions    | 17 208 | 26,07  |  |  |  |
| Votants        | Votants                        | Votants        | 48 796 | 73,93  |  |  |  |
| Blancs et nuls | Blancs et nuls                 | Blancs et nuls | 447    | 0,92   |  |  |  |
| Exprimés       | Exprimés                       | Exprimés       | 48 349 | 99,08  |  |  |  |

Le suppléant d'Olivier Guichard était Yves Mesnier, conseiller général, maire de Pontchâteau.

## La circonscription de 1986 à 2010

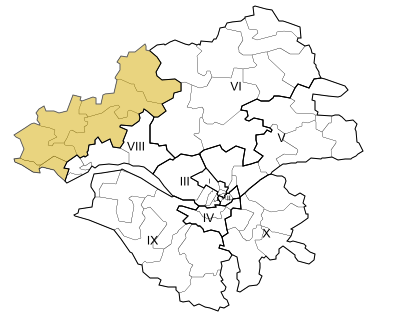
Localisation de la circonscription en 1986.

### Description géographique et démographique
Dans le découpage électoral de la loi no 86-1197 du 24 novembre 1986
, la circonscription regroupe les cantons suivants :
- Canton de La Baule-Escoublac
- Canton du Croisic
- Canton de Guérande
- Canton d'Herbignac
- Canton de Pontchâteau
- Canton de Saint-Gildas-des-Bois
- Canton de Saint-Nicolas-de-Redon.

D'après le recensement général de la population en 1999, réalisé par l'Institut national de la statistique et des études économiques (INSEE), la population totale de cette circonscription est estimée à 117530 habitants,.

### Historique des députations
| Législature | Début de mandat | Fin de mandat  | Député            | Parti politique | Observations                                                                          |
| ----------- | --------------- | -------------- | ----------------- | --------------- | ------------------------------------------------------------------------------------- |
| IXe         | 23 juin 1988    | 1er avril 1993 | Olivier Guichard  | RPR             |                                                                                       |
| Xe          | 2 avril 1993    | 21 avril 1997  | Olivier Guichard, | RPR,            | Mandat écourté à la suite d'une dissolution parlementaire décidée par Jacques Chirac. |
| XIe         | 12 juin 1997    | 18 juin 2002   | René Leroux       | PS              |                                                                                       |
| XIIe        | 19 juin 2002    | 19 juin 2007   | Christophe Priou, | UMP,            |                                                                                       |
| XIIIe       | 20 juin 2007    | 19 juin 2012   | Christophe Priou  | UMP             |                                                                                       |

### Historique des élections

#### Élections de 1988
| Candidat       | Candidat                       | Parti          | Premier tour | Premier tour | Second tour | Second tour |  |
| Candidat       | Candidat                       | Parti          | Voix         | %            | Voix        | %           |  |
| -------------- | ------------------------------ | -------------- | ------------ | ------------ | ----------- | ----------- |  |
|                | Olivier Guichard sortant réélu | RPR (URC)      | 26 581       | 49,44        | 29 878      | 53,68       |  |
|                | André Tinière                  | PS             | 20 230       | 37,63        | 25 785      | 46,32       |  |
|                | Pierre Le Berche               | PCF            | 3 649        | 6,79         |             |             |  |
|                | Jean-Yves Jarno                | FN             | 3 305        | 6,15         |             |             |  |
|                |                                |                |              |              |             |             |  |
| Inscrits       | Inscrits                       | Inscrits       | 79 398       | 100,00       | 79 388      | 100,00      |  |
| Abstentions    | Abstentions                    | Abstentions    | 24 789       | 31,22        | 22 766      | 28,68       |  |
| Votants        | Votants                        | Votants        | 54 609       | 68,78        | 56 622      | 71,32       |  |
| Blancs et nuls | Blancs et nuls                 | Blancs et nuls | 844          | 1,55         | 959         | 1,69        |  |
| Exprimés       | Exprimés                       | Exprimés       | 53 765       | 98,45        | 55 663      | 98,31       |  |

Le suppléant d'Olivier Guichard était Yves Mesnier.

#### Élections de 1993
| Candidat       | Candidat                       | Parti          | Premier tour | Premier tour | Second tour | Second tour |  |
| Candidat       | Candidat                       | Parti          | Voix         | %            | Voix        | %           |  |
| -------------- | ------------------------------ | -------------- | ------------ | ------------ | ----------- | ----------- |  |
|                | Olivier Guichard sortant réélu | RPR (UPF)      | 24 940       | 44,96        | 30 455      | 59,61       |  |
|                | René Leroux                    | PS (ADFP)      | 9 610        | 17,32        | 20 634      | 40,39       |  |
|                | Xavier de Laubier              | FN             | 4 604        | 8,3          |             |             |  |
|                | Charles Perraud                | GÉ (EÉ)        | 4 380        | 7,9          |             |             |  |
|                | Marc Justy                     | PCF            | 3 448        | 6,22         |             |             |  |
|                | Philippe Levenne               | Divers droite  | 3 116        | 5,62         |             |             |  |
|                | Alain Chanu                    | LT-LNÉ         | 1 500        | 2,7          |             |             |  |
|                | Pierre Minssart                | MDC            | 1 477        | 2,66         |             |             |  |
|                | Jean-Claude Saint-Arroman      | LO             | 1 339        | 2,41         |             |             |  |
|                | Geneviève Baudry               | SÉGA           | 734          | 1,32         |             |             |  |
|                | Laurent Prodeau                | MÉI            | 322          | 0,58         |             |             |  |
|                |                                |                |              |              |             |             |  |
| Inscrits       | Inscrits                       | Inscrits       | 84 152       | 100,00       | 84 145      | 100,00      |  |
| Abstentions    | Abstentions                    | Abstentions    | 25 235       | 29,99        | 29 096      | 34,58       |  |
| Votants        | Votants                        | Votants        | 58 917       | 70,01        | 55 049      | 65,42       |  |
| Blancs et nuls | Blancs et nuls                 | Blancs et nuls | 3 447        | 5,85         | 3 960       | 7,19        |  |
| Exprimés       | Exprimés                       | Exprimés       | 55 470       | 94,15        | 51 089      | 92,81       |  |

Le suppléant d'Olivier Guichard était Michel Rabreau.

#### Élections de 1997
| Candidat       | Candidat                  | Parti             | Premier tour | Premier tour | Second tour | Second tour |  |
| Candidat       | Candidat                  | Parti             | Voix         | %            | Voix        | %           |  |
| -------------- | ------------------------- | ----------------- | ------------ | ------------ | ----------- | ----------- |  |
|                | René Leroux élu           | PS                | 17 383       | 30,77        | 29 982      | 50,16       |  |
|                | Christophe Priou          | RPR               | 14 677       | 25,98        | 29 786      | 49,84       |  |
|                | Yves Métaireau            | UDF (PR)          | 6 110        | 10,81        |             |             |  |
|                | Philippe Rouger           | FN                | 5 045        | 8,93         |             |             |  |
|                | Marc Justy                | PCF               | 4 289        | 7,59         |             |             |  |
|                | Jean-Claude Saint-Arroman | LO                | 1 731        | 3,06         |             |             |  |
|                | Patrick Simon             | LDI (MPF)         | 1 563        | 2,77         |             |             |  |
|                | Danièle Estay             | Divers écologiste | 1 535        | 2,72         |             |             |  |
|                | Philippe Levenne          | diss. UDF         | 1 294        | 2,29         |             |             |  |
|                | Michèle Lévesque          | GÉ                | 1 219        | 2,16         |             |             |  |
|                | Claude Soulié             | MÉI               | 689          | 1,22         |             |             |  |
|                | Geneviève Baudry-Haspot   | UDB               | 623          | 1,1          |             |             |  |
|                | Marie-Claude Somerlinck   | Extrême droite    | 215          | 0,38         |             |             |  |
|                | Yves Rodemacq             | PLN               | 128          | 0,23         |             |             |  |
|                |                           |                   |              |              |             |             |  |
| Inscrits       | Inscrits                  | Inscrits          | 86 040       | 100,00       | 86 030      | 100,00      |  |
| Abstentions    | Abstentions               | Abstentions       | 26 406       | 30,69        | 23 602      | 27,43       |  |
| Votants        | Votants                   | Votants           | 59 634       | 69,31        | 62 428      | 72,57       |  |
| Blancs et nuls | Blancs et nuls            | Blancs et nuls    | 3 133        | 5,25         | 2 660       | 4,26        |  |
| Exprimés       | Exprimés                  | Exprimés          | 56 501       | 94,75        | 59 768      | 95,74       |  |

Le suppléant de René Leroux était Charles Moreau, arboriculteur, conseiller général du canton d'Herbignac, maire d'Herbignac.

#### Élections de 2002
| Candidat       | Candidat             | Parti            | Premier tour | Premier tour | Second tour | Second tour |  |
| Candidat       | Candidat             | Parti            | Voix         | %            | Voix        | %           |  |
| -------------- | -------------------- | ---------------- | ------------ | ------------ | ----------- | ----------- |  |
|                | Christophe Priou élu | UMP              | 27 825       | 44,18        | 33 654      | 55,75       |  |
|                | René Leroux sortant  | PS               | 21 218       | 33,69        | 26 716      | 44,25       |  |
|                | Philippe Rouger      | FN               | 3 746        | 5,95         |             |             |  |
|                | Claude Robert        | CPNT             | 2 550        | 4,05         |             |             |  |
|                | Patricia Gallerneau  | Les Verts        | 1 645        | 2,61         |             |             |  |
|                | Marc Justy           | PCF              | 1 260        | 2            |             |             |  |
|                | Yves Priou           | S&P              | 1 021        | 1,62         |             |             |  |
|                | Philippe Crénéguy    | LCR              | 871          | 1,38         |             |             |  |
|                | Hélène de Mascureau  | MPF              | 835          | 1,33         |             |             |  |
|                | Marie-France Belin   | LO               | 675          | 1,07         |             |             |  |
|                | Bernard Courbot      | MÉI              | 447          | 0,71         |             |             |  |
|                | Jean-Jacques Paré    | Régionaliste     | 339          | 0,54         |             |             |  |
|                | Pierre Gautier       | MNR              | 331          | 0,53         |             |             |  |
|                | Pierre Minssart      | Pôle républicain | 222          | 0,35         |             |             |  |
|                |                      |                  |              |              |             |             |  |
| Inscrits       | Inscrits             | Inscrits         | 94 621       | 100,00       | 94 613      | 100,00      |  |
| Abstentions    | Abstentions          | Abstentions      | 30 707       | 32,45        | 32 854      | 34,72       |  |
| Votants        | Votants              | Votants          | 63 914       | 67,55        | 61 759      | 65,28       |  |
| Blancs et nuls | Blancs et nuls       | Blancs et nuls   | 929          | 1,45         | 1 389       | 2,25        |  |
| Exprimés       | Exprimés             | Exprimés         | 62 985       | 98,55        | 60 370      | 97,75       |  |

Le suppléant de Christophe Priou était Dominique David, conseiller général du canton de Pontchâteau, maire de Pontchâteau. Dominique David est décédé le 23 décembre 2002.

#### Élections de 2007
| Candidat       | Candidat                       | Parti          | Premier tour | Premier tour | Second tour | Second tour |  |
| Candidat       | Candidat                       | Parti          | Voix         | %            | Voix        | %           |  |
| -------------- | ------------------------------ | -------------- | ------------ | ------------ | ----------- | ----------- |  |
|                | Christophe Priou sortant réélu | UMP            | 33 149       | 49,9         | 36 392      | 57,85       |  |
|                | Adeline L'Honen                | PS             | 16 377       | 24,65        | 26 515      | 42,15       |  |
|                | Patricia Gallerneau            | UDF–MoDem      | 4 719        | 7,1          |             |             |  |
|                | Alain Mazery                   | Les Verts      | 2 231        | 3,36         |             |             |  |
|                | Marc Justy                     | PCF            | 1 954        | 2,94         |             |             |  |
|                | Gwenaël Rio                    | CPNT           | 1 639        | 2,47         |             |             |  |
|                | Gaèle Berthaud                 | LCR            | 1 599        | 2,41         |             |             |  |
|                | Monique Juguet                 | FN             | 1 396        | 2,1          |             |             |  |
|                | Mathieu Poudat                 | MPF            | 1 170        | 1,76         |             |             |  |
|                | Bernard Schumacher             | MÉI            | 561          | 0,84         |             |             |  |
|                | Marie-France Belin             | LO             | 560          | 0,84         |             |             |  |
|                | Damien Perrotin                | UDB            | 541          | 0,81         |             |             |  |
|                | Françoise Raffin               | MNR            | 271          | 0,41         |             |             |  |
|                | Hubert Templier                | Divers         | 270          | 0,41         |             |             |  |
|                |                                |                |              |              |             |             |  |
| Inscrits       | Inscrits                       | Inscrits       | 105 603      | 100,00       | 105 595     | 100,00      |  |
| Abstentions    | Abstentions                    | Abstentions    | 38 215       | 36,19        | 41 381      | 39,19       |  |
| Votants        | Votants                        | Votants        | 67 388       | 63,81        | 64 214      | 60,81       |  |
| Blancs et nuls | Blancs et nuls                 | Blancs et nuls | 951          | 1,41         | 1 307       | 2,04        |  |
| Exprimés       | Exprimés                       | Exprimés       | 66 437       | 98,59        | 62 907      | 97,96       |  |

## La circonscription depuis 2010

### Description géographique
À la suite du redécoupage des circonscriptions législatives françaises de 2010, induit par l'ordonnance no 2009-935 du 29 juillet 2009, ratifiée par le Parlement français le 21 janvier 2010, la septième circonscription de la Loire-Atlantique regroupe les divisions administratives suivantes :
- Canton de La Baule-Escoublac
- Canton de Guérande
- Canton d'Herbignac
- Canton de Pontchâteau
- Canton de Saint-Gildas-des-Bois.

### Historique des députations
| Législature | Début de mandat | Fin de mandat | Député           | Parti politique | Observations                                                                           |
| ----------- | --------------- | ------------- | ---------------- | --------------- | -------------------------------------------------------------------------------------- |
| XIVe        | 20 juin 2012    | 20 juin 2017  | Christophe Priou | UMP             |                                                                                        |
| XVe         | 21 juin 2017    | 21 juin 2022  | Sandrine Josso   | LREM            |                                                                                        |
| XVIe        | 22 juin 2022    | 9 juin 2024   | Sandrine Josso   | MoDem           | Mandat écourté à la suite d'une dissolution parlementaire décidée par Emmanuel Macron. |
| XVIIe       | 8 juillet 2024  | En cours      | Sandrine Josso   | MoDem           |                                                                                        |

### Historique des élections

#### Élections de 2012
| Candidat       | Candidat                       | Parti          | Premier tour | Premier tour | Second tour | Second tour |  |
| Candidat       | Candidat                       | Parti          | Voix         | %            | Voix        | %           |  |
| -------------- | ------------------------------ | -------------- | ------------ | ------------ | ----------- | ----------- |  |
|                | Christophe Priou sortant réélu | UMP            | 25 638       | 41,41        | 31 217      | 52,05       |  |
|                | Hélène Challier                | PS             | 22 270       | 35,97        | 28 756      | 47,95       |  |
|                | Annie-Chantal Durand           | RBM (FN)       | 6 015        | 9,71         |             |             |  |
|                | Véronique Mahé                 | FG (PCF) (PG)  | 2 731        | 4,41         |             |             |  |
|                | Laurent Dubost                 | EÉLV (UDB)     | 2 331        | 3,76         |             |             |  |
|                | Patricia Gallerneau            | CpF (MoDem)    | 1 414        | 2,28         |             |             |  |
|                | Benoît Bonnel                  | Divers         | 703          | 1,14         |             |             |  |
|                | Florence Le Corre              | PCD            | 544          | 0,88         |             |             |  |
|                | Marie-France Belin             | LO             | 270          | 0,44         |             |             |  |
|                |                                |                |              |              |             |             |  |
| Inscrits       | Inscrits                       | Inscrits       | 102 073      | 100,00       | 102 050     | 100,00      |  |
| Abstentions    | Abstentions                    | Abstentions    | 39 425       | 38,62        | 40 793      | 39,97       |  |
| Votants        | Votants                        | Votants        | 62 648       | 61,38        | 61 257      | 60,03       |  |
| Blancs et nuls | Blancs et nuls                 | Blancs et nuls | 732          | 1,17         | 1 284       | 2,1         |  |
| Exprimés       | Exprimés                       | Exprimés       | 61 916       | 98,83        | 59 973      | 97,9        |  |

#### Élections de 2017
Les élections législatives françaises de 2017 ont lieu les dimanches 11 et 18 juin 2017.
|                                                                                     |                                                                              |                           |                           |                          |                          |
|                                                                                     |                                                                              | Premier tour 11 juin 2017 | Premier tour 11 juin 2017 | Second tour 18 juin 2017 | Second tour 18 juin 2017 |
|                                                                                     |                                                                              |                           |                           |                          |                          |
|                                                                                     |                                                                              | Nombre                    | % des inscrits            | Nombre                   | % des inscrits           |
| Inscrits                                                                            | Inscrits                                                                     | 108 229                   | 100,00                    | 108 228                  | 100,00                   |
| Abstentions                                                                         | Abstentions                                                                  | 49 719                    | 45,94                     | 60 106                   | 55,54                    |
| Votants                                                                             | Votants                                                                      | 58 510                    | 54,06                     | 48 122                   | 44,46                    |
|                                                                                     |                                                                              |                           | % des votants             |                          | % des votants            |
| Bulletins blancs                                                                    | Bulletins blancs                                                             | 867                       | 1,48                      | 3 669                    | 7,62                     |
| Bulletins nuls                                                                      | Bulletins nuls                                                               | 297                       | 0,51                      | 1 289                    | 2,68                     |
| Suffrages exprimés                                                                  | Suffrages exprimés                                                           | 57 346                    | 98,01                     | 43 164                   | 89,70                    |
|                                                                                     |                                                                              |                           |                           |                          |                          |
| Candidat Étiquette politique (partis et alliances)                                  | Candidat Étiquette politique (partis et alliances)                           | Voix                      | % des exprimés            | Voix                     | % des exprimés           |
|                                                                                     |                                                                              |                           |                           |                          |                          |
|                                                                                     | Sandrine Josso La République en marche                                       | 24 615                    | 42,92                     | 26 377                   | 61,11                    |
|                                                                                     | Franck Louvrier Les Républicains (Union des démocrates et indépendants)      | 11 852                    | 20,67                     | 16 787                   | 38,89                    |
|                                                                                     | Catherine Legal La France insoumise                                          | 6 631                     | 11,56                     |                          |                          |
|                                                                                     | Doris Noël Front national                                                    | 4 932                     | 8,60                      |                          |                          |
|                                                                                     | Anne Boyé Parti socialiste                                                   | 2 695                     | 4,70                      |                          |                          |
|                                                                                     | Yves Coquard Europe Écologie Les Verts                                       | 2 045                     | 3,57                      |                          |                          |
|                                                                                     | Gaël Bourdeau Debout la France                                               | 984                       | 1,72                      |                          |                          |
|                                                                                     | Véronique Mahé Parti communiste français                                     | 832                       | 1,45                      |                          |                          |
|                                                                                     | Valérie Houguet Régionaliste (Oui la Bretagne - Union démocratique bretonne) | 824                       | 1,44                      |                          |                          |
|                                                                                     | Arnaud Courjal Régionaliste (Mouvement 100 % - Parti breton)                 | 655                       | 1,14                      |                          |                          |
|                                                                                     | Paul Lachal Divers gauche (Nouvelle Donne)                                   | 452                       | 0,79                      |                          |                          |
|                                                                                     | Remy Fancelli Divers (Union populaire républicaine)                          | 442                       | 0,77                      |                          |                          |
|                                                                                     | Marie-France Belin Lutte ouvrière                                            | 387                       | 0,67                      |                          |                          |
| Source : Ministère de l'Intérieur - Septième circonscription de la Loire-Atlantique |                                                                              |                           |                           |                          |                          |

#### Élections de 2022
| Résultats des élections législatives des 12 et 19 juin 2022 de la 7e circonscription de la Loire-Atlantique |                          |                          |                          |              |              |             |             |
| Candidat | Candidat                 | Parti et coalition       | Nuances                  | Premier tour | Premier tour | Second tour | Second tour |
| Candidat | Candidat                 | Parti et coalition       | Nuances                  | Voix         | %            | Voix        | %           |
| | Véronique Mahé           | PCF (NUPES)              | NUP                      | 14 147       | 24,26        | 23 381      | 42,94       |
| | Sandrine Josso           | MoDem (ENS)              | ENS                      | 13 108       | 22,48        | 31 074      | 57,06       |
| | Laurence Le Page         | RN                       | RN                       | 9 309        | 15,96        |             |             |
| | Bertrand Plouvier        | LR (UDC)                 | LR                       | 7 712        | 13,22        |             |             |
| | Jean-Yves Gontier        | LREM diss.               | DVC                      | 5 810        | 9,96         |             |             |
| | Laurent Gaudeau          | REC                      | REC                      | 3 008        | 5,16         |             |             |
| | Alain Seille             | EAC                      | ECO                      | 1 956        | 3,35         |             |             |
| | Gaël Bourdeau            | DLF (UPF)                | DSV                      | 955          | 1,64         |             |             |
| | Martine Aury             | LMR                      | DVD                      | 881          | 1,51         |             |             |
| | Marie-France Belin       | LO                       | DXG                      | 744          | 1,28         |             |             |
| | Donatienne Jossic        | PB                       | ECO                      | 668          | 1,15         |             |             |
| | Olivier Boutry           | PCV                      | DIV                      | 16           | 0,03         |             |             |
| Votes valides                                                                                               | Votes valides            | Votes valides            | Votes valides            | 58 314       | 97,57        | 54 455      | 91,98       |
| Votes blancs                                                                                                | Votes blancs             | Votes blancs             | Votes blancs             | 1 095        | 1,83         | 3 566       | 6,02        |
| Votes nuls                                                                                                  | Votes nuls               | Votes nuls               | Votes nuls               | 358          | 0,60         | 1 182       | 2,00        |
| Total | Total                    | Total                    | Total                    | 59 767       | 100          | 59 203      | 100         |
| Abstention                                                                                                  | Abstention               | Abstention               | Abstention               | 57 535       | 49,05        | 58 119      | 49,54       |
| Inscrits / participation                                                                                    | Inscrits / participation | Inscrits / participation | Inscrits / participation | 117 302      | 50,95        | 117 322     | 50,46       |

#### Élections de 2024
| Candidat                 | Candidat                 | Parti et coalition       | Nuances                  | Premier tour | Premier tour | Second tour | Second tour |
| Candidat                 | Candidat                 | Parti et coalition       | Nuances                  | Voix         | %            | Voix        | %           |
| ------------------------ | ------------------------ | ------------------------ | ------------------------ | ------------ | ------------ | ----------- | ----------- |
|                          | Sandrine Josso           | MoDem (ENS)              | ENS                      | 23 489       | 28,49        | 48 531      | 59,95       |
|                          | Michel Hunault           | RAD (RN)                 | UXD                      | 23 210       | 28,15        | 32 425      | 40,05       |
|                          | Véronique Mahé           | PCF (NFP)                | UG                       | 19 881       | 24,11        | Retrait     | Retrait     |
|                          | Bertrand Plouvier        | LR                       | LR                       | 11 616       | 14,09        |             |             |
|                          | Gaël Bourdeau            | DLF                      | DSV                      | 1 595        | 1,93         |             |             |
|                          | Sophie Corbin            | REC                      | REC                      | 1 426        | 1,73         |             |             |
|                          | Marie-France Belin       | LO                       | EXG                      | 1 228        | 1,49         |             |             |
|                          |                          |                          |                          |              |              |             |             |
| Votes valides            | Votes valides            | Votes valides            | Votes valides            | 82 445       | 96,36        | 80 956      | 94,40       |
| Votes blancs             | Votes blancs             | Votes blancs             | Votes blancs             | 2 478        | 2,90         | 3 751       | 4,37        |
| Votes nuls               | Votes nuls               | Votes nuls               | Votes nuls               | 640          | 0,75         | 1 052       | 1,23        |
| Total                    | Total                    | Total                    | Total                    | 85 563       | 100          | 85 759      | 100         |
| Abstention               | Abstention               | Abstention               | Abstention               | 33 383       | 28,07        | 33 203      | 27,91       |
| Inscrits / participation | Inscrits / participation | Inscrits / participation | Inscrits / participation | 118 946      | 71,93        | 118 962     | 72,09       |

#### Département de la Loire-Atlantique
- La fiche de l'INSEE de cette circonscription : « Tableaux et Analyses de la septième circonscription de la Loire-Atlantique », sur insee.fr, site de l'Institut national de la statistique et des études économiques (consulté le 10 juin 2007) [PDF]
- « Tous les députés du département de la Loire-Atlantique depuis 1789 » [archive du 30 septembre 2007], sur assemblee-nationale.fr, site de l'Assemblée nationale française (consulté le 10 juin 2007)
- « Informations contentieuses sur le département de la Loire-Atlantique (Élections législatives de 2002) »(Archive.org • Wikiwix • Archive.is • Google • Que faire ?), sur conseil-constitutionnel.fr, site du Conseil constitutionnel (consulté le 13 juin 2007)

#### Circonscriptions en France
- « Carte des circonscriptions législatives en France », sur assemblee-nationale.fr, site de l'Assemblée nationale française (consulté le 10 juin 2007)
- « Résultats électoraux officiels en France »(Archive.org • Wikiwix • Archive.is • Google • Que faire ?), sur interieur.gouv.fr, site du Ministère de l'Intérieur (France) (consulté le 13 juin 2007)
- Description et Atlas des circonscriptions électorales françaises sur http://www.atlaspol.com, Atlaspol, site de cartographie géopolitique, consulté le 13 juin 2007.